# Guibert z Nogent
Guibert z Nogent (ur. 15 kwietnia 1055, zm. 1124) – benedyktyński historyk, teolog i autor autobiograficznych pamiętników. Guibert był mało znany za życia, przez swych współczesnych nie zauważany. Dopiero niedawno zwrócili nań uwagę naukowcy, których zainteresowały jego pamiętniki, dające wgląd w życie codzienne w dobie średniowiecza.

## Młodość
Rodzice Guiberta należeli do drobnej szlachty z okolic Clermont w Pikardii. Przez ponad siedem lat, jak Guibert pisze w swej pracy Monodiae, nie mogli począć dziecka. Gdy się im wreszcie udało, poród o mało nie skończył się śmiercią, tak matki jak i jego samego, jako że przyszły Guibert odwrócił się w łonie. Krewni złożyli ofiarę w kaplicy Najświętszej Marii Panny i zaprzysięgli przed ołtarzem, że jeśli dziecko przeżyje, zostanie przeznaczone na księdza. Guibert nie zszedł ze ścieżki przeznaczenia. 
Jego ojciec był niewierzącym gwałtownikiem, skłonnym do ekscesów, ale zmarł w rok po urodzeniu syna. W swych wspomnieniach Guibert pisze, że ta śmierć była dlań błogosławieństwem, bowiem gdyby ojciec żył, starałby się zapewne zmusić syna by został rycerzem, łamiąc tym samym przysięgę złożoną w obliczu Matki Boskiej. O matce wspomina, że była bardzo piękna, inteligentna i gorliwa w wierze. Guibert pisze o matce tak dużo i tak drobiazgowo, że niektórzy badacze, jak np. Archambault, uważają, że miał kompleks Edypa. Matka zadbała o jego edukację, gdy miał sześć lat odsunęła od zabaw z rówieśnikami i wynajęła prywatnego nauczyciela, który opiekował się chłopcem do dwunastego roku życia. Guibert wspominał nauczyciela jako bardzo wymagającego, ale niekompetentnego; niezależnie jednak od tego między Guibertem i nauczycielem utrzymywały się silne więzi. 
Gdy miał dwanaście lat matka porzuciła życie doczesne i wstąpiła do klasztoru w pobliżu Saint-Germer-de-Fly, a Guibert wkrótce poszedł w jej ślady. Po wstąpieniu do opactwa św. Germera uczył się pilnie zachwycony twórczością klasycznych poetów, jak Owidiusz czy Wergiliusz; wywarli oni znaczny wpływ na jego własne pisarstwo. Później, pod wpływem Anzelma z Aosty, który w roku 1093 miał zostać arcybiskupem Canterbury, zagłębił się w studiowaniu teologii.

## Pisarstwo
W roku 1104, został przełożonym niewielkiego i biednego opactwa Nogent-sous-Coucy, co dało mu możność czynniejszego uczestnictwa w życiu Kościoła (miał teraz bliskie kontakty z biskupstwem) i dworu lokalnego barona. Przede wszystkim jednak miał teraz więcej czasu, by poświęcić się pisaniu. Jego pierwsza poważna praca z tego okresu, to dzieje I krucjaty, nazwane Dei gesta per Francos ("Czyny Boga poprzez Franków"), ukończone w 1108 i wygładzone w 1121 roku. Dei gesta to w większości przeróbka, w uroczystym stylu, pracy Gesta Francorum anonimowego normandzkiego dziejopisa; badacze dziejów wypraw krzyżowych z reguły nie wyrażali o niej pochlebnych opinii; fakt, że była powieleniem Gesta Francorum, a jej łacina była trudna, sprawiały, że uważano dzieło za zupełnie zbędne. Jednakże późniejsi tłumacze i wydawcy zwrócili uwagę na znakomity język utworu i oryginalne fragmenty tekstu. Co ważniejsze, Dei gesta dostarczają nam wielu wartościowych informacji, jak na przykład o tym jak przyjmowano krucjaty we Francji. Guibert osobiście znał krzyżowców, wzrastał wraz z nimi, a po latach wypytywał o przeżycia i doświadczenia.
Dla dzisiejszego czytelnika jego autobiografia, zatytułowana De vita sua sive monodiarum suarum libri tres, albo w skrócie Monodiae (Pojedyncze pieśni, powszechnie uznawane za jego Pamiętniki), napisana w 1115 roku, jest uważana za najbardziej interesującą wśród jego prac. Napisana w schyłkowym okresie życia i stylistycznie wzorowana na Wyznaniach św. Augustyna, opowiada nam o jego życiu od dzieciństwa po wiek dojrzały. Daje obraz życia w jego czasach i obyczajów panujących w jego kraju. Tekst podzielony jest na trzy "Księgi". Pierwsza to opis całego życia autora; druga to krótka historia jego klasztoru; trzecia daje opis powstania w pobliskim Laon. Dostarcza cennych informacji o życiu codziennym w średniowiecznym zamku i klasztorze, o ówcześnie stosowanych metodach nauczania, a także przybliża sylwetki ważniejszych i mniej ważnych osobistości tamtych czasów. Pracę Guiberta ożywiają jego namiętności i uprzedzenia, które są dowodem jego osobistego zaangażowania w dzieło.